# Intervención armada

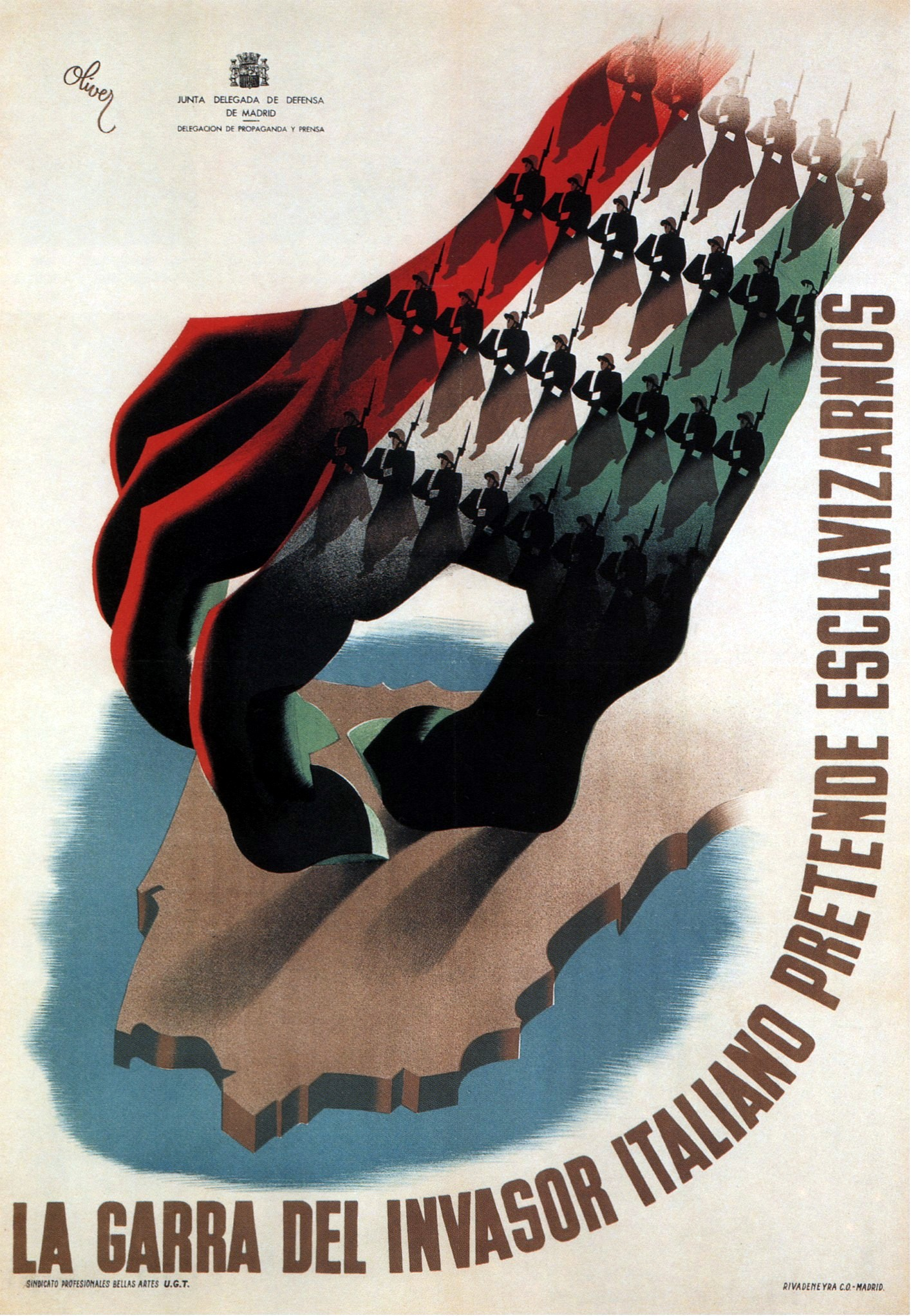
Cartel antifascista de la Guerra Civil Española denunciando la intervención italiana en el conflicto en favor de los sublevados contra el gobierno republicano.

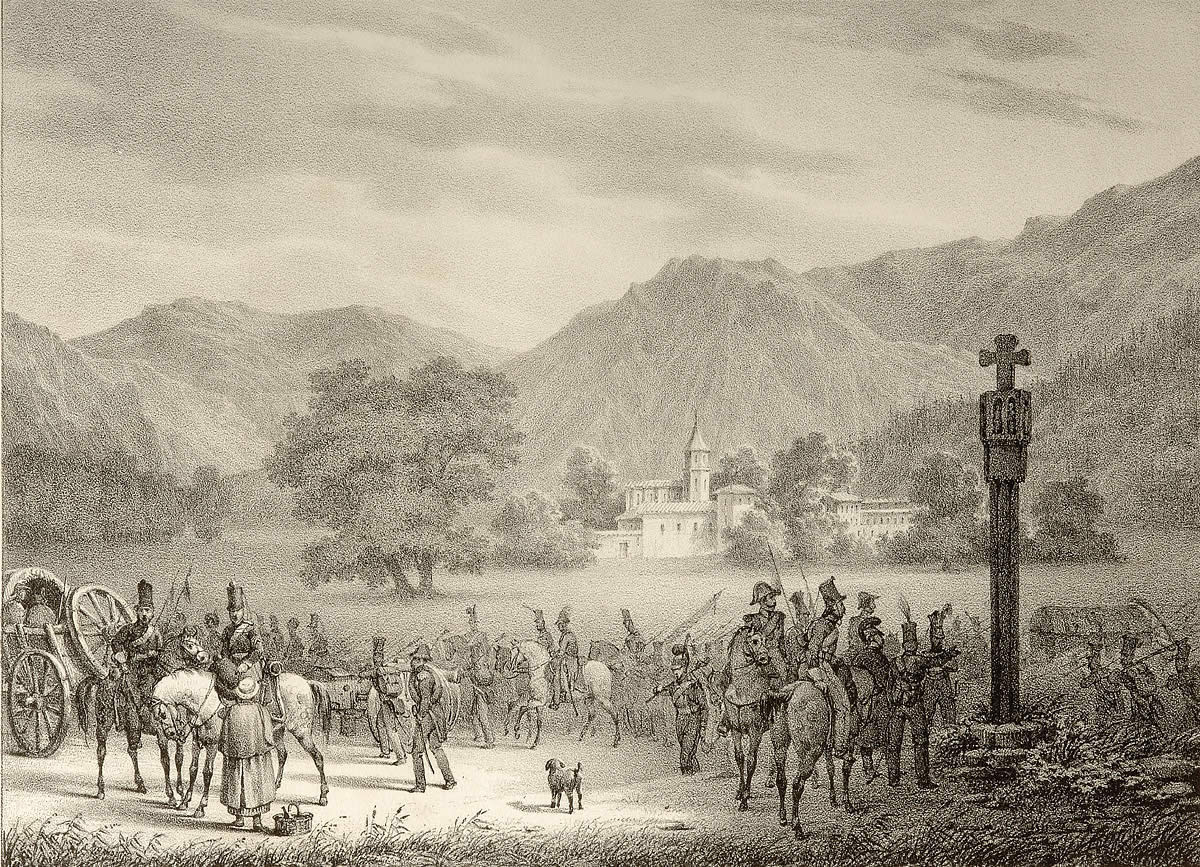
Ilustración que muestra el paso del ejército francés por los Montes Pirineos en 1823 para sofocar la revolución liberal en España que había proclamado la monarquía constitucional en 1820.

Son intervenciones armadas de hecho cuando el 'país' que interviene a otro lo hace por su propia cuenta. También existe la intervención armada solicitada, que ocurre cuando un país le pide a otro que intervenga para solucionar sus conflictos internos. Además, de acuerdo a su duración se puede dividir en permanente o temporal. 
Un ejemplo de intervención armada fue la incursión armada de los Estados Unidos en Irak del 2003 en adelante, mientras que la intromisión etíope en Somalia de finales de 2006 es un ejemplo de intervención armada solicitada. En adición, algunos líderes o regímenes son directamente partidarios del movimiento intervencionismo belicista, algunos de los ejemplos más conocidos son Muamar el Gadafi o los Estados Unidos de América, respectivamente.
Las organizaciones internacionales también hacen uso de la fuerza armada cuando intervienen. Ejemplos son la incursión de la OTAN en Kosovo en 1999 y (recientemente) en Afganistán.